# Останкино (мясопромышленная компания)
«Останкино» — российская частная свиноводческая, мясопромышленная и розничноторговая компания, образованная на базе активов Останкинского мясоперерабатывающего комбината в конце 1990-х годов и управляющая двумя свинокомплексами, четырьмя мясокомбинатами и розничной сетью.
Основатель и руководитель с момента создания — Михаил Попов, заявляется о группе инвесторов, владеющих компанией, однако структура собственности не раскрывается. Основная торговая марка — «Останкино», под ней выпускается продукция всех мясокомбинатов группы. Головной офис располагается в Москве, в административных корпусах Останкинского мясоперерабатывающего комбината.

## История
В 1998 году группа инвесторов во главе с бывшим генеральным директором инвестиционной компании «Абсолют» Михаилом Поповым приобрела Останкинский мясоперерабатывающий комбинат. Впоследствии приобретение было охарактеризовано Поповым как вложение фондовых спекулянтов в недорогой актив реального сектора, на котором можно заработать за счёт его развития.
В марте 2000 года комбинат не смог обслуживать образовавшийся долг и было возбуждено дело о несостоятельности, в рамках которого назначен внешний управляющий и введена процедура наблюдения. В августе того же года владельцы комбината достигли с кредиторами мирового соглашения, согласно которому на долг в сумме 400 млн руб. комбинат получил отсрочку начала платежей на 5 лет, а на срок погашения — рассрочку на 10 лет.
В 2002 году принято решение о создании собственной сырьевой базы для Останкинского комбината, в том же году приобретён комбикормовый завод в Подмосковье, выбрана базовая технология для ведения свиноводства (на основе используемой в канадской провинции Онтарио). В 2003 году в Можайском районе с нуля с использованием выбранной технологии построено первое свиноводческое хозяйство группы — «Тропарёво», в 2005 году — хозяйство «Кайдаково». Прародители для племенных ферм обоих хозяйств завезены из Канады. Для финансирования были использованы собственные средства владельцев компании, а также часть прибылей Останкинского комбината.
В 2004 году из-за сложившегося в 1990-е годы негативного представления о качестве мясной продукции Останкинского комбината заказана разработка специальной коммуникационно-рекламной кампании; среди мер — организация бесплатных экскурсий на комбинат, установка семи веб-камер в цехах, транслировавших изображение в Интернет, публичный отказ от применения генетически модифицированных продуктов в производстве. Другими участниками рынка меры оценены как откровенно популистские и при этом сомнительные по эффективности влияния на массовую аудиторию потребителей.
В 2006 году на развитие свиноводческих хозяйств компания получила субсидируемый по линии приоритетного национального проекта «Развитие АПК» кредит в банке «Возрождение» на сумму €10 млн. К 2009 году суммарные инвестиции в два свиноводческих хозяйства достигли уровня €100 млн, притом €45 млн — за счёт прибылей, генерируемых самими свинокомлпексами, около ⅕ вложенных средств затрачено на оборудование.
С 2010 года компания владеет франшизой на открытие в России ресторанов быстрого питания финской сети Hesburger, считается, что собственная сеть фастфуда используется компанией в рамках стратегии вертикальной интеграции как дополнительный канал сбыта мясной продукции. В 2012 году начато строительство мясоперерабатывающего завода в Гагарине Смоленской области, предприятие пущено в конце 2014 года.

## Предприятия
Сырьевая подгруппа компании — свиноводческие комплексы «Тропарёво» в Можайском районе Московской области (в районе села Тропарёво) и «Кайдаково» в Вяземском районе Смоленской области (около деревни Кайдаково). Оба хозяйства находятся вблизи федеральной автодороги «Беларусь». Мощность «Тропарёво» — 220 тыс. свиней в год, «Кайдаково» — 165 тыс. голов в год. Средний показатель конверсии оценивается на уровне 3 кг корма на 1 кг привеса, это значение оценивается как не очень эффективное; срок откорма свиньи до убойного веса 105−107 кг — 165 дней, слой шпика — 1,5−2 см, что считается высокими для отрасли показателями. Кроме того, компания владеет 8 тыс. га пахотных земель, которые использует для внесения навоза с ферм и выращивания озимой пшеницы, перерабатываемой на собственном комбикормовом заводе в Подмосковье. Мощность комбикормового завода — 12 тыс. тонн в месяц, он полностью покрывает потребности свинокомлпексов и около трети продукции сбывается другим хозяйствам. В 2007 году в «Тропарёве» благодаря обмену землями с агропредприятием в Клементьево реализован ветеринарный разрыв, таким образом, две части свинохозяйства отделены друг от друга расстоянием 25 км, что снижает риски в случае возникновения эпизоотий. Свиньи и свинина сбываются как на предприятия «Останкина», так и сторонним переработчикам, в частности, «Велком» закупает живых свиней для переработки на собственных убойных мощностях.
Перерабатывающие предприятия — Останкинский мясоперерабатывающий комбинат, заводы «Мясопром—Коровино» в Москве (рядом с недействующим Бусиновским мясокомбинатом), «Ступино—Останкино» (в Ступине Московской области) и «Гагарин—Останкино» (в городе Гагарин Смоленской области). Завод «Мясопром—Коровино» возводился в 1990-е годы ОАО «Мосмясопром» (ныне принадлежащим «Останкину») на государственные бюджетные кредиты, которые фирма не смогла погасить к 1999 году, и тогда её акции были изъяты в собственность государства для дальнейшей приватизации. Завод в Ступине строился в 1993—2001 годы, в 2003 году упоминался как выпускающий продукцию под маркой «Останкинская», в 2004 году сообщалось об уголовном деле в связи с регистрацией прав собственности на завод в 2001 году в ущерб доли государства. Предприятие в Гагарине мощностью 200 тонн готовой продукции в сутки построено компанией «Останкино» в 2012—2014 годы на площадях бывшего пушного хозяйства, изначально планировалось строительство завода в Вязьме (вблизи свинохозяйства «Кайдаково»), но из-за несогласия жителей подобрана площадка в другом райцентре Смоленской области. С предприятием в Гагарине связан инцидент 2015 года, когда были выявлены факты слива крови животных в почву, что является нарушением ветеринарно-санитарных норм, в связи с чем предприятие закрывалось на 70 дней.
Торговые дома компании расположены в Москве, Санкт-Петербурге, Липецке, Воронеже, Калуге, Рязани, Ярославле, Смоленске, Твери, Иваново, Брянске, Курске, Краснодаре, Зеленограде, Подольске, Раменском, Ступине. Собственные магазины — «Первый мясной» (4 точки в Москве и одна в Дубне, по одному магазину в Москве под наименованиями «Папа может!», «Колбасы Останкино», «Мясная лавка» (два последних — на первых этажах административных корпусов Останкинского мясоперерабатывающего комбината).
В российском сегменте сети Hesburger, франшиза на который принадлежит «Останкину», по состоянию на 2015 год 31 ресторан — 8 точек в Санкт-Петербурге, по 4 точки в Москве и Петропавловске-Камчатском, по 2 — во Владивостоке и Пскове, по одной — в Бийске, Великих Луках, Воронеже, Выборге, Гатчине, Красноярске, Находке, Нижнем Новгороде, Острове, Северодвинске и Якутске.

## Торговая марка
Готовая продукция, выпускаемая всеми перерабатывающими предприятиями компании, объединена основной торговой маркой — «Останкино», для которой некоторое время использовалось написание с латинской буквой в середине — «ОстаNкино», впоследствии латинская буква сохранена только для логотипа. Торговые марки с близкими наименованиями к тем, исключительные права на которые принадлежат компании «Останкино», длительное время использовали и другие российские предприятия, в частности, колбасу «Останкинскую» производил Губкинский мясокомбинат, впоследствии переименовав её в «Астанкинскую» и при этом использовав сходное со старым графико-шрифтовое решение.

## Структура собственности
Заявляется о группе инвесторов, одним из которых является председатель совета директоров компании Попов, имена прочих совладельцев не раскрываются. Основные офшорные структуры владельцев компании — британско-виргинская Honeydrops Equities и белизская Bellmar Capital Investment, последней по состоянию на 2012 год принадлежало 50 % в ООО «Торговый дом Останкинские мясопродукты» и ОАО «Останкинский мясоперерабатывающий комбинат». В 2011 году сообщалось о ходатайстве в Федеральную антимонопольную службу о разрешении доведения доли Honeydrops в ОАО «Останкинский мясоперерабатывающий комбинат» до 86,53 %, однако позднее в том же году почти половина акций комбината приобретена предположительно структурами «Реновы» Виктора Вексельберга — зарегистрированными в Белизе фирмами Absi Enterprises и Renova Investment (по 24,6 % у каждой); у Bellmar осталось 22,88 %, у Honeydrops — 24,5 %. Акции общества «Останкинского мясоперерабатывающего комбината» торгуются на Московской бирже под тикером OSMP; в 2012 году сообщалось о заявке на делистинг акций из-за недооценки их рынком, по мнению собственников, а также невысокого спроса, но реализована заявка не была, при этом вскоре отмечен всплеск интереса к акциям на фоне введения продовольственного эмбарго, введённого Россией в августе 2014 года. Среди аффилированных лиц ОАО «Мосмясопром», владеющих в нём долями — белизские фирмы Absi Enterprises (24,81 %), Arian Developments (21,17 %) и кипрская Nachas Enterprises (24,98 %).
Используются схемы со взаимной структурой владения между юрлицами, входящими в группу, так, ОАО «Останкинский мясоперерабатывающий комбинат» владеет 16 % ЗАО «ОМПК» и около 13 % в ОАО «Мосмясопром», ЗАО «Мясоперерабатывающий завод „Ступино-Останкино“» — 12 % в «Мосмясмпроме», при этом у «Мосмясопрома» — 57 % предприятия «Мясопром—Коровино», а также небольшая доля недействующего Бусиновского мясокомбината, а ЗАО «ОМПК» обладает половиной доли в заводе «Ступино—Останкино», а также владеет частью сбытовых структур компании. Значительная часть сбытовых структур принадлежит ООО «Торговый дом Останкинские мясопродукты». 100 % сбыта Останкинского мясоперерабатывающего комбината по состоянию на 2015 год осуществляется через другую ещё одну фирму группы «Останкино» — ООО «Останкино — новый стандарт», что отмечается как рисковый фактор в официальной отчётности. Также в годовой отчётности среди связанных заёмщиков указаны юрлица с наименованиями ООО «Группа компаний „Останкино“» и ООО «Сосиска.ру».

## Показатели деятельности
В 2009 году по прогнозам Попова вся группа планировала заработать 16 млрд руб., из них — 2 млрд руб. на продажах свинины. С 2011 года компания включается в рейтинг крупнейших непубличных российских компаний по версии русского издания Forbes, в 2011 году была поставлена на 121-е место с выручкой 18,9 млрд руб., в 2012 — на 127-е место с выручкой 22,3 млрд руб., в 2013 году — 184-е место с 25,8 млрд руб., в 2014 году — 191-е место с 27,2 млрд руб. выручки. Численность персонала компании с 2012 года стабильно указывается на уровне 5,5 тыс. человек. Из других российских компаний с мясопромышленной вертикалью в рейтинге русского Forbes за 2014 год присутствуют «Мираторг» (99-е место) и «Черкизово» (100-е место).
Оборот ОАО «Останкинский мясоперерабатывающий комбинат» за 2014 год составил 32,3 млрд руб., а чистая прибыль — 353 млн руб., ОАО «Мосмясопром» получило в 2014 году доход около 112 млн руб.

## Положение на рынке
Относится к числу крупнейших российских интегрированных мясопромышленных компаний наряду с фирмами «Продо», «Черкизово», «Дымов», «Царицыно». На российском рынке замороженных пельменей компания занимает 3-е место с долей 5,5 %, уступая продукции фирмы «Талосто» (выпускается на нескольких заводах в европейской части России) и «Качественные продукты» (предприятие в Электростали). Отмечается также первое место «Останкина» по состоянию на 2010 год по оборотам на московском рынке готовых мясных продуктов.
По итогам 2017 года компания заняла 11-е место в России по выпуску свинины, произведя 80 тыс. тонн продукции в живом весе (около 3,4 % рынка).